# Houston Rockets 2011-2012
La stagione 2011-12 degli Houston Rockets fu la 45ª nella NBA per la franchigia.
Gli Houston Rockets arrivarono quarti nella Southwest Division della Western Conference con un record di 34-32, non qualificandosi per i play-off.

## Roster
| N° | Naz.                   | Ruolo | Sportivo          | Anno | Alt. | Peso |
| -- | ---------------------- | ----- | ----------------- | ---- | ---- | ---- |
| 0  | Stati Uniti (bandiera) | C     | Greg Smith        | 1991 | 208  | 113  |
| 1  | Stati Uniti (bandiera) | A     | Terrence Williams | 1987 | 198  | 100  |
| 2  | Stati Uniti (bandiera) | A     | Marcus Morris     | 1989 | 206  | 107  |
| 3  | Slovenia (bandiera)    | G     | Goran Dragić      | 1986 | 193  | 82   |
| 4  | Argentina (bandiera)   | A     | Luis Scola        | 1980 | 206  | 111  |
| 5  | Stati Uniti (bandiera) | G     | Courtney Lee      | 1985 | 196  | 91   |
| 6  | Stati Uniti (bandiera) | G     | Earl Boykins      | 1976 | 165  | 61   |
| 7  | Stati Uniti (bandiera) | G     | Kyle Lowry        | 1986 | 183  | 79   |
| 8  | Stati Uniti (bandiera) | A     | Jeff Adrien       | 1986 | 201  | 110  |
| 9  | Stati Uniti (bandiera) | G     | Jonny Flynn       | 1989 | 183  | 84   |
| 9  | Stati Uniti (bandiera) | G     | Courtney Fortson  | 1988 | 180  | 84   |
| 10 | Stati Uniti (bandiera) | A     | Chase Budinger    | 1988 | 201  | 99   |
| 12 | Stati Uniti (bandiera) | G     | Kevin Martin      | 1983 | 201  | 84   |
| 21 | Canada (bandiera)      | C     | Samuel Dalembert  | 1981 | 211  | 113  |
| 25 | Stati Uniti (bandiera) | A     | Chandler Parsons  | 1988 | 206  | 91   |
| 27 | Stati Uniti (bandiera) | A     | Jordan Hill       | 1987 | 208  | 107  |
| 29 | Stati Uniti (bandiera) | AC    | Marcus Camby      | 1974 | 211  | 100  |
| 32 | Tanzania (bandiera)    | C     | Hasheem Thabeet   | 1987 | 221  | 119  |
| 54 | Stati Uniti (bandiera) | A     | Patrick Patterson | 1989 | 206  | 107  |

## Staff tecnico
- Allenatore: Kevin McHale
- Vice-allenatori: Kelvin Sampson, J.B. Bickerstaff, Chris Finch, Brett Gunning
- Vice-allenatore per lo sviluppo dei giocatori: Greg Buckner
- Preparatore fisico: Darryl Eto
- Assistente preparatore fisico: David Macha
- Preparatore atletico: Keith Jones
- Assistente preparatore atletico: Jason Biles